# 螺髻山绒鼠
螺髻山绒鼠（学名：Eothenomys luojishanensis）一种于中国四川省西南部螺髻山地区发现的啮齿动物，隶属于仓鼠科绒鼠属。

## 形态特征
模式标本头体长108毫米，尾长55毫米，重30克。背部夏季毛色为棕黑色，背腹颜色分界明显，腹毛毛基黑灰色，毛尖黄棕色，部分个体毛尖黄白色。尾背和尾腹均为灰黑色。